# Luigi Sileoni
Luigi Sileoni (Macerata, 3 dicembre 1939 – Macerata, 25 maggio 2012) è stato un politico italiano.
È stato Presidente della provincia di Macerata dal 1990 al 1995, ultimo presidente della Democrazia Cristiana.
Nel corso del suo mandato, ha promosso l'istituzione del Parco Nazionale dei Monti Sibillini e la riqualificazione di varie zone rurali della provincia di Macerata.
Fino al 1985 era stato dirigente dell'Azienda sanitaria locale. Poi, dal 1985 al 1990, consigliere del comune di Macerata eletto nella DC e, nello stesso periodo, assessore alla Cultura.
Eletto nel 1990 consigliere della provincia di Macerata (il più votato della DC), fu eletto dal Consiglio appena costituito Presidente della Provincia. Ricoprendo tale ruolo,ha costituito l'Eurobic per sostenere gli imprenditori maceratesi all'estero mediante joint venture con alcuni paesi dell'Europa dell'Est (in particolare con Kiev). Istituì il Centro di riproduzione della Razza Bovina Marchigiana.
Dal 1994 al 1999 fu componente del Comitato Economico e Sociale dell'Unione europea.